# Tiberio Claudio Juliano
Tiberio Claudio Juliano (en latín: Tiberius Claudius Julianus) fue un senador romano y figura literaria, que vivió en el siglo II y desarrolló su cursus honorum bajo los emperadores Antonino Pío y Marco Aurelio.  

## Origen y familia
Juliano provenía de una familia aristocrática de Asia Menor. Su abuela, Julia Quintilia Isauria, era hija de Tiberio Julio Celso Polemeano, cónsul en 92.

## Carrera
Su cursus honorum se conoce incompleto. Juliano fue legado o comandante de la Legio XI Claudia, estacionada en Durostorum (Silistra) y Géza Alföldy fecha el mandato de su cargo a partir de alrededor del año 145 a 148. Después, fue cónsul sufecto durante el nundinium de septiembre-octubre de 154. Después de su consulado, Juliano fue gobernador de Germania Inferior en el año 160 y Alföldy estima que la duración real de su cargo de gobernador se extiende de 160 a 163.

## Conexiones literarias
Juliano tuvo contactos con figuras literarias de su generación, sobre todo el orador Marco Cornelio Frontón. Edward Champlin lo incluye, junto con Gayo Aufidio Victorino y Gayo Arrio Antonino, como "señalado como un íntimo especial de Frontón", y señala que mientras Victorino recibió cinco de las cartas supervivientes del rector Frontón, Juliano recibió cuatro, y agregó que "en un ataque de desesperación, Frontón podría considerar a Juliano como su único amigo restante".
Tres de las cartas que le ha enviado Frontón proporcionan información sobre Juliano. La primera es aparentemente una carta de elogio en nombre de un joven llamado Calvisio Faustiniano para así, conseguir un puesto en el ejército provincial de Juliano; pero como señala Champlin, Frontón hace a un lado todos los asuntos de las habilidades militares de Faustiniano, para alabar la elocuencia del joven, desafiando a Juliano a probar la habilidad judicial del hombre, y sus gustos literarios. La siguiente, que Champlin señala que es difícil de leer, "parece tratar de una disputa literaria con uno de sus discípulos, Aulo Gelio". La tercera se refiere a una demanda provincial, donde Juliano ha solicitado la intervención de Frontón; la carta menciona a un tal Valeriano, a quien Champlin identifica con un grammaticus que era un colega docente del futuro emperador Pertinax.
Champlin ofrece otras posibles conexiones de Juliano. La Suda menciona que el sofista Damofilo fue patrocinado por un Juliano, que podría ser ser Claudio Juliano, aunque también ha sido identificado como Didio Juliano. Otra posible conexión es con Herodes Ático: en sus Vidas de los sofistas, Filóstrato menciona una carta que Herodes escribió a un Juliano en la que describe a su esclavo apodado "Hércules de Herodes", aunque este Juliano también ha sido identificado con un Antonino Juliano de Hispania, a quien Aulo Gelio cuenta que superó a sus oponentes en un concurso, en un banquete literario sobre la calidad de la poesía griega versus latina.